# クリストバル・マルティネス＝ボルディウ (第10代ビリャベルデ侯爵)
第10代ビリャベルデ侯爵クリストバル・マルティネス＝ボルディウ（スペイン語: Cristóbal Martínez-Bordiú El X Marqués de Villaverde、1922年8月1日 - 1998年2月4日）は、スペインの貴族、医師。総統フランシスコ・フランコの娘である初代フランコ女公爵カルメン・フランコと結婚した。

## 経歴
ホセ・マリア・マルティネス・イ・オルテガ（José María Martínez y Ortega）と第9代ビリャベルデ女侯爵マリア・デ・ラ・エスペランサ・ボルディウ・イ・バスカラン（María de la O Esperanza Bordiú y Bascarán）の息子としてマンチャ・レアルに生まれる
マドリード・コンプルテンセ大学で医学を学び、心臓病を専門とする外科医になる。
1950年8月1日に総統フランシスコ・フランコの娘カルメン・フランコと結婚した。夫妻は7人の子供を儲けた。
1968年にスペインで最初に心臓移植を行った外科医だが、その時の患者は死亡している。国立胸部疾患学校の胸部外科の責任者となり、アメリカやヨーロッパによく出張した。国立胸部疾患学校の医療監督となっていたが、1986年に当時の保健社会福祉大臣マリア・ゴメス・メンドーサによって解任された。
1998年2月4日に脳出血により死去。ビリャベルデ侯爵位は長男のフランシスコ・フランコが継承した。一方、妻カルメンが持つフランコ公爵位は2017年に彼女が死去した後、長女カルメン・マルティネス＝ボルディウが継承している。

## 子孫
- 長女 第2代フランコ女公爵マリア・デル・カルメン・マルティネス＝ボルディウ・イ・フランコ (1951年2月26日-) カディス公爵（スペイン語版）アルフォンソ（スペイン王アルフォンソ13世の次男セゴビア公ハイメの長男）と結婚。1984年にジャン＝マリー・ロッシと再婚。2006年にホセ・カンポス・ガルシアと再再婚し、2013年離婚
  - ボルボーン公爵フランシスコ・デ・アシス・デ・ボルボーン・イ・マルティネス＝ボルディウ（スペイン語版） (1972年11月22日-1984年2月7日)
  - アンジュー公爵ルイス・アルフォンソ・デ・ボルボーン・イ・マルティネス＝ボルディウ (1974年4月25日-)
  - マリー・シンシア・ロッシ (1985年4月28日-)
- 次女 マリア・デ・ラ・オ・"マリオラ"・マルティネス＝ボルディウ・イ・フランコ (1952年11月19日-) ラファエル・アルディド・ビジョスラドと結婚
  - フランシスコ・デ・ボルハ・アルディド・イ・マルティネス＝ボルディウ (1975年12月20日-)
  - ハイメ・ラファエル・アルディド・イ・マルティネス＝ボルディウ (1976年9月28日-)
  - フランシスコ・ハビエル・アルディド・イ・マルティネス＝ボルディウ (1987年4月7日-)
- 長男 第11代ビリャベルデ侯爵フランシスコ・フランコ・イ・マルティネス＝ボルディウ (1954年12月9日-) マリア・デ・スエルベス、ミリアム・ギサソラと結婚
  - フランシスコ・フランコ・イ・デ・スエルベス (1982年11月30日-)
  - フアン・ホセ・フランコ・イ・デ・スエルベス (1985年9月29日-)
  - アルバロ・フランコ・イ・ギサソラ (1994年8月15日-)
  - ミリアム・フランコ・イ・ギサソラ (1996年2月5日-)
- 三女 マリア・デル・マル・"マリー"・マルティネス＝ボルディウ・イ・フランコ (1956年7月6日-) ジミー・ヒメネス＝アルナウ（スペイン語版）と結婚
  - レティシア・ヒメネス＝アルナウ・イ・マルティネス＝ボルディウ (1979年1月25日-)
- 次男ホセ・クリストバル・マルティネス＝ボルディウ・イ・フランコ (1958年2月10日-) ホセ・トレド（スペイン語版）と結婚
  - ダニエル・マルティネス＝ボルディウ・イ・トレド (1990年6月11日-)
  - ディエゴ・マルティネス＝ボルディウ・イ・トレド (1998年5月4日-)
- 四女マリア・デ・アランサス・"アランチャ"・マルティネス＝ボルディウ・イ・フランコ (1962年9月16日-)
- 三男ハイメ・フェリペ・マルティネス＝ボルディウ・イ・フランコ (1964年7月8日-) ヌリア・マルチェ・イ・アルメラと結婚
  - ハイメ・マルティネス＝ボルディウ・イ・マルチェ (1999年11月13日-)